# Milan Bartovič
Milan Bartovič (* 9. duben 1981, Trenčín) je bývalý slovenský hokejový útočník.

## Klubový hokej
S hokejem začínal v Dukle Trenčín. Draftovalo ho Buffalo Sabres v roce 1999. V následujících sezónách působil na farmě tohoto mužstva Rochester Americans v AHL. Svůj první zápas v NHL odehrál 2. dubna 2003 za Buffalo Sabres proti Atlantě Thrashers. Před ročníkem 2005/06 byl vyměněn do Chicago Blackhawks, ani v tomto klubu se však neprosadil.
Před sezónou 2006/07 se rozhodl vrátit do Evropy. Sezónu začal ve švédské Elitserien v klubu Malmö Redhawks, v jejím průběhu přestoupil do ZSC Curych Lions. Od roku 2007 byl oporou českého extraligového oddílu Bílí Tygři Liberec.
Sezónu 2010/11 začal v mužstvu KHL Atlant Mytišči, za které odehrál 23 zápasů, následně se vrátil zpět do Liberce. Před sezónou 2012/13 podepsal dvouletou smlouvu se Slovanem Bratislava. Zůstal v ní až do konce sezóny 2015/16. Poté se rozhodl vrátit do extraligového klubu Bílí Tygři Liberec, kde podepsal smlouvu na tři roky.V sezóně 2017/18 odehrál 24 zápasů za Bílé Tygry Liberec, pak ale přestoupil do HC Vítkovice Ridera. V létě 2018 se vrátil do rodného Trenčína.

### Milníky
- 2. dubna 2003 - první zápas v NHL: Buffalo Sabres - Atlanta Thrashers
- 5. dubna 2003 - první gól v NHL: Buffalo Sabres - Boston Bruins

### Klubová statistika
| Sezona      | Klub                 | Soutěž        | Základní část | Základní část | Základní část | Základní část | Základní část | Play off | Play off | Play off | Play off | Play off |
| Sezona      | Klub                 | Soutěž        | Z             | G             | A             | B             | TM            | Z        | G        | A        | B        | TM       |
| ----------- | -------------------- | ------------- | ------------- | ------------- | ------------- | ------------- | ------------- | -------- | -------- | -------- | -------- | -------- |
| 1995/96     | Dukla Trenčín        | SE 18         | 46            | 6             | 9             | 15            | 41            | —        | —        | —        | —        | —        |
| 1996/97     | Dukla Trenčín        | SE 18         | 52            | 21            | 33            | 54            | 32            | —        | —        | —        | —        | —        |
| 1997/98     | Dukla Trenčín        | SE 20         | 26            | 2             | 6             | 8             | 27            | —        | —        | —        | —        | —        |
| 1998/99     | Dukla Trenčín        | SE 20         | 46            | 36            | 35            | 71            | 62            | —        | —        | —        | —        | —        |
| 1999/00     | Brandon Wheat Kings  | WHL           | 38            | 18            | 22            | 40            | 28            | —        | —        | —        | —        | —        |
| 1999/00     | Tri-City Americans   | WHL           | 18            | 8             | 9             | 17            | 12            | —        | —        | —        | —        | —        |
| 2000/01     | Brandon Wheat Kings  | WHL           | 34            | 15            | 25            | 40            | 40            | 6        | 1        | 2        | 3        | 8        |
| 2000/01     | Rochester Americans  | AHL           | 2             | 1             | 1             | 2             | 0             | 4        | 0        | 1        | 1        | 2        |
| 2001/02     | Rochester Americans  | AHL           | 73            | 15            | 11            | 26            | 56            | 2        | 0        | 0        | 0        | 0        |
| 2002/03     | Rochester Americans  | AHL           | 74            | 18            | 10            | 28            | 84            | 3        | 0        | 0        | 0        | 0        |
| 2002/03     | Buffalo Sabres       | NHL           | 3             | 1             | 0             | 1             | 0             | —        | —        | —        | —        | —        |
| 2003/04     | Rochester Americans  | AHL           | 52            | 18            | 11            | 29            | 52            | 2        | 0        | 0        | 0        | 2        |
| 2003/04     | Buffalo Sabres       | NHL           | 23            | 1             | 8             | 9             | 18            | —        | —        | —        | —        | —        |
| 2004/05     | Rochester Americans  | AHL           | 69            | 10            | 18            | 28            | 83            | 9        | 0        | 3        | 3        | 22       |
| 2005/06     | Norfolk Admirals     | AHL           | 49            | 10            | 14            | 24            | 34            | 3        | 0        | 0        | 0        | 8        |
| 2005/06     | Chicago Blackhawks   | NHL           | 24            | 1             | 6             | 7             | 8             | —        | —        | —        | —        | —        |
| 2006/07     | Malmö Redhawks       | Elitserien    | 24            | 1             | 4             | 5             | 26            | —        | —        | —        | —        | —        |
| 2006/07     | ZSC Curych Lions     | NLA           | 12            | 2             | 3             | 5             | 2             | 3        | 0        | 1        | 1        | 0        |
| 2007/08     | Bílí Tygři Liberec   | ELH           | 29            | 4             | 2             | 6             | 22            | 11       | 1        | 1        | 2        | 10       |
| 2008/09     | Bílí Tygři Liberec   | ELH           | 36            | 13            | 11            | 24            | 20            | 3        | 0        | 0        | 0        | 2        |
| 2009/10     | Bílí Tygři Liberec   | ELH           | 45            | 20            | 15            | 35            | 38            | 14       | 7        | 4        | 11       | 4        |
| 2010/11     | Atlant Mytišči       | KHL           | 23            | 2             | 4             | 6             | 16            | —        | —        | —        | —        | —        |
| 2010/11     | Bílí Tygři Liberec   | ELH           | 16            | 9             | 3             | 15            | 12            | 7        | 2        | 4        | 6        | 6        |
| 2011/12     | Bílí Tygři Liberec   | ELH           | 37            | 16            | 14            | 30            | 54            | 11       | 2        | 4        | 6        | 28       |
| 2012/13     | HC Slovan Bratislava | KHL           | 47            | 9             | 8             | 17            | 20            | 4        | 0        | 1        | 1        | 2        |
| 2013/14     | HC Slovan Bratislava | KHL           | 54            | 13            | 15            | 28            | 46            | —        | —        | —        | —        | —        |
| 2014/15     | HC Slovan Bratislava | KHL           | 54            | 10            | 11            | 21            | 22            | —        | —        | —        | —        | —        |
| 2015/16     | HC Slovan Bratislava | KHL           | 60            | 8             | 12            | 20            | 28            | 4        | 0        | 0        | 0        | 0        |
| 2016/17     | Bílí Tygři Liberec   | ELH           | 46            | 11            | 12            | 23            | 26            | 16       | 5        | 2        | 7        | 4        |
| 2017/18     | Bílí Tygři Liberec   | ELH           | 19            | 1             | 1             | 2             | 10            | —        | —        | —        | —        | —        |
| 2017/18     | HC Vítkovice Ridera  | ELH           | 18            | 1             | 4             | 5             | 9             | 4        | 0        | 0        | 0        | 4        |
| 2018/19     | HK Dukla Trenčín     | Tipsport liga | 54            | 15            | 25            | 40            | 40            | 6        | 2        | 0        | 2        | 0        |
| 2019/20     | HK Dukla Trenčín     | Tipsport liga | 45            | 7             | 11            | 18            | 66            | —        | —        | —        | —        | —        |
| NHL celkově | NHL celkově          | NHL celkově   | 50            | 3             | 14            | 17            | 26            | —        | —        | —        | —        | —        |
| KHL celkově | KHL celkově          | KHL celkově   | 238           | 42            | 50            | 92            | 132           | 8        | 0        | 1        | 1        | 2        |
| ELH celkově | ELH celkově          | ELH celkově   | 246           | 75            | 62            | 137           | 192           | 66       | 17       | 15       | 32       | 58       |

## Reprezentace
- Statistiky reprezentace na Mistrovstvích světa a Olympijských hrách:[2]

| Turnaj        | Místo konání                           | Z  | G | A | B  | Umístění         | Soupisky          |
| ------------- | -------------------------------------- | -- | - | - | -- | ---------------- | ----------------- |
| MS 2006       | Lotyšsko (Riga)                        | 7  | 2 | 4 | 6  | 8. místo         | Soupiska MS 2006  |
| MS 2009       | Švýcarsko (Bern, Kloten)               | 6  | 0 | 0 | 0  | 10. místo        | Soupiska MS 2009  |
| MS 2010       | Německo (Kolín nad Rýnem a Mannheim)   | 6  | 2 | 2 | 4  | 12. místo        | Soupiska MS 2010  |
| MS 2012       | Finsko a Švédsko (Helsinky, Stockholm) | 10 | 3 | 0 | 3  | Stříbrná medaile | Soupiska MS 2012  |
| ZOH 2014      | Rusko (Soči)                           | 4  | 0 | 1 | 1  | 11. místo        | Soupiska ZOH 2014 |
| MS 2015       | Česko (Praha, Ostrava)                 | 7  | 1 | 0 | 1  | 9. místo         | Soupiska MS 2015  |
| Celkem na MS  |                                        | 36 | 8 | 6 | 14 |                  |                   |
| Celkem na ZOH |                                        | 4  | 0 | 1 | 1  |                  |                   |